# 突襲美夢
《突襲美夢》是英國搖滾樂團1975樂團所發行的第二張錄音室專輯，於2016年2月26日由Dirty Hit和宝丽多唱片發行。

## 背景
2013年9月釋出首張同名錄音室專輯後，1975樂團獲得了口碑和商業上的雙豐收，不僅成功摘下國內的英國和蘇格蘭專輯排行榜桂冠，更占得美國《告示牌》二百大專輯榜、另類搖滾專輯榜、搖滾專輯榜前30名的位置，被外界譽為當年的突破性新人。2014年起，主唱馬修·希利透過社群媒體接連釋出一系列神秘推文，其中就藏有許多下一張專輯的歌詞。巡演暫告結束後，樂團於2015年初開始著手製作下一張專輯，並預告年底將會有新單曲推出，然而在6月1日，希利於社群媒體上傳一幅神秘連環畫後，包括樂團和所有成員在內的帳號關閉即被關閉，官方網站的內容也呈一片空白，引發歌迷和媒體的眾多猜測，擔憂樂團即將解散。隔日的6月2日，希利在Instagram上載一張寫有「The 1975-2」字樣的模糊照片，其後不久，樂團所有帳號皆回歸原樣，惟多了一張淺粉的純色照。希利在致歌迷的公開信中表示，他們的消失是為了籌備從下一張專輯開啟的「新篇章」。
2015年10月，樂團官宣專輯名稱為《突襲美夢》，並於當月8日發行首支單曲〈愛我〉。

## 音樂風格
樂團稱專輯17首曲目的創作受到迪·安格罗、克莉絲汀·阿奎萊拉、吉米·吉姆與特里·李維斯、蘿貝塔·弗萊克、我的血色情人节（《無情》）、Boards of Canada、金·卡恩絲、官樣文章樂團和詩格洛絲影響。專輯的風格被描述為流行 、新浪潮、舞曲搖滾、獨立搖滾、流行龐克和靈魂樂。它還間雜合成器流行、爵士樂、後搖滾、流行舞曲和R&B的元素。

## 美術設計
專輯視覺迎來視覺總監山繆·伯吉斯-約翰遜和攝影師大衛·德雷克（David Drake）操刀，兩人過去也替樂團首張同名專輯設計封面。作為樂團作品中的主要視覺印象，專輯沿用前作霓虹燈和發光矩形組合，用粉色霓虹燈管拼出各曲曲名，並放置在各式各樣迷幻的場景中。拍攝地點包括紐約、倫敦、洛杉磯等地的雜貨店、急診室與教堂。據大衛表示，團員花了很多時間思考每個地點，有的對他們來說具有特殊或私人的意義，有的則較為概念性，讓創意團隊有比較多的自由與彈性去發揮，並表示每張封面都與其歌曲的背後創作理念都有緊密的連結。
專輯獲得第59屆葛萊美獎「最佳盒裝或特殊限定版包裝」提名。

## 專業評價
| 綜合得分                 | 綜合得分 |
| 來源                     | 評分     |
| ------------------------ | -------- |
|                          | 6.8/10   |
|                          | 75/100   |
| 評論得分                 |          |
| 來源                     | 評分     |
| AllMusic                 | [ 38 ]   |
| 《影音俱樂部》           | B        |
| 《Entertainment Weekly》 | B+       |
| 《衛報》                 | [ 41 ]   |
| 《新音乐快递》           | 4/5      |
| 《Pitchfork》            | 6.5/10   |
| 《Q》                    | [ 43 ]   |
| 《滾石》                 | [ 2 ]    |
| 《Spin》                 | 8/10     |
| 《泰晤士报》             | [ 44 ]   |

專輯發行後獲得主流樂評界的普遍好評。

### 榮譽
| 出版物            | 排名   | 列表                                  |
| ----------------- | ------ | ------------------------------------- |
| 《另类新闻》      | 5      | 2016年30張最佳專輯                    |
| 《告示牌》        | 8      | 2016年50張最佳專輯                    |
| 《告示牌》        | 2      | 2016年10張最佳搖滾/另類專輯           |
| 《告示牌》        | 82     | 2010年度最偉大的100張專輯：評論家精選 |
| 《Clash》         | 7      | Clash年度專輯                         |
| 《Complex》       | 26     | 2016年50張最佳專輯                    |
| Diffuser          | 17     | 2016年40張最佳專輯                    |
| 《數碼間諜》      | 3      | 2016年20張最佳專輯                    |
| 《DIY》           | 未排名 | 16張形塑2016年的專輯                  |
| 《沉迷音樂》      | 3      | 沉迷音樂16張最愛專輯                  |
| 《娱乐周刊》      | 24     | EW2016年最佳專輯                      |
| 《Gigwise》       | 17     | Gigwise的2016年51張最佳專輯           |
| 《衛報》          | 24     | 2016年最佳專輯                        |
| 《Idolator》      | 6      | 2016年10張最佳專輯                    |
| 《国际财经时报》  | 3      | 2016年最佳專輯                        |
| 《洛杉磯時報》    | 5      | 因損失而定義的2016年10張最佳專輯      |
| 《The Maneater》  | 1      | 2016年10張最佳另類專輯                |
| 《Mashable》      | 10     | 2016年10張最佳專輯                    |
| 《新音乐快递》    | 1      | NME2016年30張最佳專輯                 |
| 《新音乐快递》    | 6      | 十年最佳專輯：2010年代                |
| 《NPR》           | 21     | 2016年50張最佳專輯                    |
| Pitchfork         | 161    | 2010年代200張最佳專輯                 |
| 《PopMatters》    | 2      | 2016年最佳流行專輯                    |
| 《PopMatters》    | 19     | 2016年70張最佳專輯                    |
| 《Q》             | 9      | Q雜誌2016年30張最佳專輯               |
| 《Rolling Stone》 | 18     | 2016年50張最佳專輯                    |
| 《Rolling Stone》 | 1      | 2016年20張最佳流行專輯                |
| 《The Skinny》    | 21     | 2016年50張最佳專輯                    |
| 《Spin》          | 5      | 2016年50張最佳專輯                    |
| 《Stereogum》     | 21     | 2016年50張最佳專輯                    |
| 《Stereogum》     | 61     | 2010年代100張最佳專輯                 |
| 《泰晤士报》      | 9      | 2016年最佳專輯                        |
| 《Variance》      | 10     | 2016年50張最佳專輯                    |
| 《Vice》          | 66     | 2016年100張最佳專輯                   |

## 榜單表現
| 榜單（2016年）                            | 峰值 |
| ----------------------------------------- | ---- |
| 澳大利亞（ARIA專輯榜）                    | 1    |
| 奧地利（奧地利Ö3專輯榜）                  | 10   |
| 比利時法蘭德斯（Ultratop專輯榜）          | 14   |
| 比利時瓦隆（Ultratop專輯榜）              | 62   |
| 加拿大（《告示牌》Canadian Albums Chart） | 1    |
| 捷克（ČNS IFPI專輯榜）                    | 30   |
| 丹麥（Hitlisten專輯榜）                   | 31   |
| 荷蘭（MegaCharts專輯榜）                  | 19   |
| 法國（SNEP專輯榜）                        | 87   |
| 德國（Offizielle Top 100專輯榜）          | 28   |
| 匈牙利（MAHASZ專輯榜）                    | 39   |
| 愛爾蘭（IRMA專輯榜）                      | 3    |
| 義大利（FIMI專輯榜）                      | 21   |
| 日本（Oricon專輯榜）                      | 28   |
| 紐西蘭（RMNZ專輯榜）                      | 1    |
| 挪威（VG-lista專輯榜）                    | 9    |
| 葡萄牙（AFP專輯榜）                       | 15   |
| 蘇格蘭（OCC專輯榜）                       | 1    |
| 西班牙（PROMUSICAE專輯榜）                | 23   |
| 瑞典（Sverigetopplistan專輯榜）           | 15   |
| 瑞士（Schweizer Hitparade專輯榜）         | 19   |
| 英國（OCC專輯榜）                         | 1    |
| 美国（《告示牌》200）                     | 1    |
| 美國（《告示牌》Top Alternative Albums）  | 1    |
| 美國（《告示牌》Top Rock Albums）         | 1    |

| 榜單（2016年）                           | 峰值 |
| ---------------------------------------- | ---- |
| 澳大利亞（ARIA專輯榜）                   | 57   |
| 英國（OCC專輯榜）                        | 25   |
| 美國（Billboard 200）                    | 99   |
| 美國（《告示牌》Top Alternative Albums） | 14   |
| 美國（《告示牌》Top Rock Albums）        | 13   |

| 榜單（2017年）                    | 峰值 |
| --------------------------------- | ---- |
| 英國（OCC專輯榜）                 | 91   |
| 美國（《告示牌》Top Rock Albums） | 65   |

## 銷量認證
| 地區                           | 认证 | 认证单位/销量 |
| ------------------------------ | ---- | ------------- |
| 丹麦（國際唱片業協會丹麥分會） | 金   | 10,000‡       |
| 英国（英国唱片业协会）         | 白金 | 300,000‡      |
| 美国（美國唱片業協會）         | 金   | 500,000       |
| ‡僅含認證的+實際銷量           |      |               |